# Little Bow River
Little Bow River är ett vattendrag i Kanada.   Det ligger i provinsen Alberta, i den södra delen av landet, 2 800 km väster om huvudstaden Ottawa.
Trakten runt Little Bow River består till största delen av jordbruksmark. Runt Little Bow River är det mycket glesbefolkat, med 2 invånare per kvadratkilometer.